# Vézénobres
Vézénobres là một xã trong vùng Occitanie. Xã Vézénobres nằm ở khu vực có độ cao trung bình 110 mét trên mực nước biển.
Đây là một xã thời Trung cổ nổi tiếng với các cuộc chiến tranh tôn giáo trong vài thế kỷ.